# Carlo Cerati
Carlo Cerati (Casalmaggiore, 1865 – Mantova, 1948) è stato uno scultore italiano.

## Biografia
Carlo Cerati studiò all'Accademia di Brera frequentando poi la vita artistica milanese contemporaneamente avvicinandosi agli ideali anarchici. Tornato a Mantova fu attivo principalmente nell'ambito della scultura monumentale e cimiteriale cremonese e mantovana, ascrivibili a un ecclettismo liberty. Numerose furono le sue opere all'interno del Cimitero monumentale di Mantova e numerosi i monumenti commemorativi per cui prestò la sua opera.

## Opere principali
- Monumento Artioli, 1901, marmo Nembro rosato e marmo bianco di Carrara, Cimitero monumentale di Mantova.
- Targa marmorea a Roberto Ardigò, 1909, marmo bianco di Carrara, Via Roberto Ardigò, Mantova.
- Monumento a Ippolito Nievo, 1911, busto bronzeo e stele in marmo bianco di Verona, Giardini Nuvolari, Mantova.[1]
- La Desolazione, 1912, Cimitero monumentale di Mantova.
- Disperazione, 1914, marmo bianco di Carrara venato di rosa, ispirato a Il pensatore di Auguste Rodin, Cimitero monumentale di Mantova.
- Ultimo tributo, 1922, Cimitero monumentale di Mantova.
- Ora e per sempre, 1927, Cimitero monumentale di Mantova.
- Scultura bronzea del Monumento ai Caduti, 1928, San Benedetto Po (MN), demolito nel 1943.[2]